# Лекшиці
Лекшиці (пол. Lekszyce) — село в Польщі, у гміні Казімежа-Велька Казімерського повіту Свентокшиського воєводства.
Населення — 102 особи (2011).
У 1975-1998 роках село належало до Келецького воєводства.

## Демографія
Демографічна структура на день 31 березня 2011 року:
|          | Загалом | Допрацездатний вік | Працездатний вік | Постпрацездатний вік |
| -------- | ------- | ------------------ | ---------------- | -------------------- |
| Чоловіки | 55      | 9                  | 41               | 5                    |
| Жінки    | 47      | 7                  | 28               | 12                   |
| Разом    | 102     | 16                 | 69               | 17                   |